# 胖布丁游戏
胖布丁游戏，是位于中国上海市的一间独立游戏工作室，主要制作解谜游戏。该工作室成立于2013年，主要作品有《南瓜先生大冒险》和《迷失岛》系列。

## 历史
胖布丁游戏由创始人郭亮和他的团队在上海市长宁区于2013年5月成立，名称为“上海胖布丁网络科技有限公司”。胖布丁这个名字来源于团队的第一款作品《南瓜先生大冒险》中的主角南瓜先生「Mr. Pumpkin」的谐音。2015年，《南瓜先生大冒险》作为PlayStation 4中国大陆版首發遊戲发布。
2021年3月25日，创梦天地附属公司深圳创梦天地与投资者签署了一份投资协议，深圳创梦天地拟以现金代价人民币675万元出售上海胖布丁网络科技有限公司约4.99%的股权。

## 游戏作品
- 卡卡大冒险 - Windows
- 反重力卡卡 - Windows
- 南瓜先生大冒险 - 2015，iOS、Android、Windows、Mac OS X、PlayStation 4、PlayStation Vita、Xbox One
- 迷失岛 - 2016，iOS、Android、Windows、Mac OS X
- 小三角大英雄 - 2017，Windows、Mac OS X、PlayStation 4、Xbox One
- 迷失岛2 时间的灰烬 - 2018，iOS、Android、Windows、Mac OS X
- 厚厚的时光 - 2019，iOS、Android
- 远方的故事 - 2019，iOS、Android
- 异星巡航机 - 2019, Xbox One
- 南瓜先生2 九龙城寨 - 2019，Windows、Mac OS X、iOS、Android、Xbox One
- 迷失岛3 宇宙的尘埃 - 2020，iOS、Android、Windows、Mac OS X
- 迷失岛前传 海边游乐园 - 2020，iOS、Android
- 一路 - 2020，iOS、Android
- 白鸟游乐园 - 2020，iOS、Android
- 古镜记 - 2021，iOS、Android、Windows、Mac OS X
- 怪物之家 - 2021，iOS、Android、Windows、Mac OS X

## 外部連結
- 胖布丁游戏的X（前Twitter）
- 胖布丁游戏的哔哩哔哩个人空间
- 胖布丁游戏的新浪微博
- 胖布丁游戏的Facebook專頁
- 胖布丁游戏的LOFTER专页